# Episodi di The Umbrella Academy (quarta stagione)
La quarta ed ultima stagione della serie televisiva The Umbrella Academy, composta da 6 episodi, è stata pubblicata su Netflix l’8 agosto 2024, in tutti i paesi in cui il servizio è disponibile.
| n° | Titolo originale                                | Titolo italiano                                       | Pubblicazione |
| -- | ----------------------------------------------- | ----------------------------------------------------- | ------------- |
| 1  | The Unbearable Tragedy of Getting What You Want | L'insostenibile tragedia di ottenere ciò che si vuole | 8 agosto 2024 |
| 2  | Jean and Gene                                   | Jean e Gene                                           | 8 agosto 2024 |
| 3  | The Squid and the Girl                          | Il calamaro e la bambina                              | 8 agosto 2024 |
| 4  | The Cleanse                                     | La Catarsi                                            | 8 agosto 2024 |
| 5  | Six Years, Five Months, and Two Days            | Sei anni, cinque mesi e due giorni                    | 8 agosto 2024 |
| 6  | End of the Beginning                            | La fine dell’inizio                                   | 8 agosto 2024 |

## L'insostenibile tragedia di ottenere ciò che si vuole
- Titolo originale: The Unbearable Tragedy of Getting What You Want
- Diretto da: Jeremy Webb
- Sceneggiatura: Steve Blackman e Jesse McKeown

### Trama
Sei anni dopo aver resettato l'universo, gli Umbrella vivono vite normali, privi di superpoteri. Ben viene scarcerato dove si trova per una truffa sulle criptovalute, Luther è uno spogliarellista, Allison recita in spot pubblicitari, Klaus è sobrio ma estremamente germofobico e Viktor gestisce un proprio bar. Diego fa il fattorino, è sposato con Lila e ha tre figli. Cinque è membro della CIA e lavora sotto copertura per scoprire di più su un gruppo di persone noto come Custodi, che ricordano le linee temporali precedenti e raccolgono prove dell'esistenza di tali linee, guidati da Jean e Gene Thibedeau.
Mentre è in viaggio per la festa di compleanno della figlia di Diego e Lila, Viktor viene rapito da un uomo di nome Sy Grossman, la cui figlia, Jennifer, è scomparsa. Cinque accetta di aiutarlo dopo aver trovato il marigold nella scatola di Sy. Nonostante sappiano che il marigold restituirà loro i poteri, i fratelli votano per non consumarlo. Ben ruba il marigold e lo mischia a del sakè che poi fa bere ai fratelli a loro insaputa.

## Jean e Gene

### Trama
Il giorno successivo, sentendosi male e con i postumi della sbornia, i fratelli Umbrella si rendono conto di avere di nuovo accesso ai loro poteri, con Lila che ora è in grado di sparare raggi laser dagli occhi. Ben rivela di aver mescolato il sakè del gruppo con il marigold, dando così a tutti dei poteri, eccetto Klaus, che non aveva bevuto il sakè.
Il gruppo torna da Sy, che però  è sparito, lasciando solo una mappa che porta a una piccola città nel Maine. Il gruppo si dirige quindi in Maine per trovare Jennifer. Durante il viaggio, Diego dice a Cinque che pensa che Lila lo stia tradendo. Cinque, sapendo che Lila era con lui a un incontro dei Custodi, lo distoglie dai suoi sospetti. Una volta nel Maine, gli abitanti del posto, che si rivelano essere dipendenti di Reginald Hargreeves, cercano di uccidere i fratelli Umbrella. Ben trova Jennifer e la convince a unirsi a loro. Klaus viene gravemente ferito da un colpo di arma da fuoco, ma viene rianimato dopo che i fratelli gli versano il marigold nella ferita. Ben promette di riunire Jennifer con suo padre, ma lei è confusa. Prima che possa rispondere, la loro auto viene attaccata da Jean e Gene, che rapiscono Jennifer.

## Il calamaro e la bambina

### Trama
Nell'ottobre 2006 (intorno al periodo della morte dell'originale Ben), un calamaro gigante fu catturato con Jennifer bambina all'interno. Quando le chiesero cosa fosse successo, Jennifer rispose con "La Catarsi". Poco dopo, Reginald costruì una città nel Maine per permettere a Jennifer di vivere una vita normale, ma restando protetta.
Al giorno d’oggi, il corpo di Ben è cambiato dopo lo scontro con Jennifer durante il rapimento. Klaus viene rapito dal suo spacciatore, Quinn, dopo che quest'ultimo scopre l’immortalità di Klaus. Cinque, Diego e Lila vanno in cerca di informazioni al quartier generale dei Custodi. Cinque rivela a Lila che i suoi poteri ora gli permettono di navigare tra le linee temporali tramite una stazione della metropolitana, arrivando sempre nello stesso tempo e luogo.
Allison, Viktor e Luther si recano alla villa di Hargreeves, dove incontrano Abigail e Reginald. Cinque, Diego e Lila trovano dei file della linea temporale originale, che indicano come causa della morte di Ben "L'Incidente Jennifer", e raggiungono i fratelli alla villa di Hargreeves. Rendendosi conto che l'originale Reginald aveva cancellato i loro ricordi su come fosse morto Ben, cercano di recuperarli.
Nel frattempo, Jean e Gene mostrano a Jennifer dei ricordi della linea temporale originale, così come il calamaro gigante. Mentre Ben cerca Jennifer, Sy gli dice di ascoltare il suo corpo. Ben salva poi Jennifer da Jean e Gene Thibedeau, ignaro che loro li abbiano lasciati scappare intenzionalmente.

## La Catarsi

### Trama
Il 14 ottobre 2006, nella linea temporale originale, l’Umbrella Academy (esclusi Cinque e Vanya) viene mandata in missione per distruggere un container in Moldavia. Prima che i fratelli partano per la missione, Reginald dice loro che per nessun motivo devono aprire il container. Durante la missione, tuttavia, Ben sente Jennifer all’interno del container e la libera. Avvisato dai fratelli di cosa era successo, Reginald arriva e uccide sia Ben che Jennifer davanti agli altri.
Al giorno d'oggi, dopo aver recuperato i loro ricordi dell’incidente, Abigail rivela di essere stata lei la responsabile dell’uccisione di Ben e Jennifer da parte di Reginald. Anni prima, aveva creato un nuovo elemento, il marigold. Tuttavia, un secondo elemento si era creato inconsapevolmente, il durango, che attualmente si trova dentro Jennifer. Se i due elementi interagissero, causerebbero “La Catarsi”, che distruggerebbe il mondo. Reginald dice quindi ai fratelli che è fondamentale che Jennifer e i membri dell'Umbrella non entrino in contatto. Per prevenire questo, Reginald vuole uccidere Ben, ma Viktor preferisce invece rimuovere il marigold da Ben.
Cinque e Lila cercano di trovare la linea temporale originale per evitare la morte dell’originale Ben, ma si perdono.
Nel frattempo, Klaus è costretto a diventare un medium e per Quinn al fine di pagare i suoi debiti. Klaus riesce a fuggire dall’edificio di Quinn e trova una borsa piena di soldi in una tomba di un cane, avendo avuto una visione nel bel mezzo di un incontro con una cliente, che voleva farsi dire l'ubicazione dei soldi dal compagno morto. Quinn trova Klaus, ruba i soldi e inizia a seppellirlo vivo nella tomba del cane.
Altrove, Ben e Jennifer fanno sesso in un motel, rilasciando un’ondata di energia che danneggia l’ambiente circostante e uccide il receptionist del motel.

## Sei anni, cinque mesi e due giorni

### Trama
Cinque e Lila si perdono per oltre sei anni mentre viaggiano attraverso il sistema della metropolitana temporale, per cercare di tornare nella linea temporale dove si trovano gli altri membri dell'Academy e da cui erano partiti.
Viktor e Reginald contattano Ben e cercano di avvertirlo del pericolo di interagire con Jennifer, ma lui ignora i loro avvertimenti. Tuttavia, Jennifer inizia a sentirsi male. Sy informa i Custodi del legame tra Ben e Jennifer, e raccomanda di tenere i fratelli di Ben lontani da lui. I Custodi organizzano una trappola che uccide gli uomini di Reginald e ferisce Viktor.
Alla sede della CIA, Luther scopre che il capo di Cinque, Ribbons, è un membro dei Custodi, portando Luther e Diego a combattere per uscire dall'edificio della CIA.
Cinque e Lila decidono di prendersi una pausa dal viaggiare e restano in una delle linee temporali, innamorandosi l’uno dell’altra. Mentre perlustrano, Cinque trova degli appunti scritti da lui stesso, che li guideranno verso la loro linea temporale originale, ma li nasconde a Lila per qualche mese. Cinque è riluttante a tornare e propone a Lila di rimanere nella linea temporale in cui si trovano, mentre Lila vuole tornare subito indietro. Nel frattempo, Allison e Claire trovano e salvano Klaus dalla tomba in cui era stato rinchiuso.
Intanto, Gene nutre dei sospetti su Sy e gli dice di andarsene. Sy, rivelato essere Abigail sotto mentite spoglie, uccide Gene e prende le sue sembianze senza farsi notare da nessuno, proprio mentre i Custodi vengono informati dell’attuale posizione di Ben e Jennifer.

## La fine dell’inizio

### Trama
I Custodi creano un blocco attorno all’edificio di Ben e Jennifer, dove i loro corpi sono stati gravemente mutati a causa dell’interazione tra loro. Abigail, ancora nelle sembianze di Gene, uccide Jean che aveva iniziato a sospettare di lui.
Viktor tenta di eliminare il durango ora presente in Ben, ma fallisce. Ben e Jennifer si fondono diventando la Catarsi.
Abigail si rivela a Reginald dicendogli di aver causato la Catarsi perché non sarebbe dovuta essere riportata in vita, resettando così di nuovo la linea temporale. La morte era infatti l'unico modo per lei per espiare le proprie colpe ma lui ha condannato tutte le linee temporali pur di riportarla in vita, attraverso il marigold: un atto di superbia, non d'amore.
Cinque, scoraggiato per non essere riuscito a fermare la Catarsi, viaggia da solo sulla metropolitana temporale, finché non incontra versioni di Cinque da altre linee temporali. Gli dicono che dovrebbe esistere una sola linea temporale, e la divisione e fusione delle linee, così come la costante minaccia di apocalissi, è dovuta all’esistenza del marigold e delle loro famiglie. Quando Reginald rilasciò il marigold nel 1989, un effetto collaterale delle gravidanze delle madri dei membri dell'Umbrella Academy fu anche la creazione di più linee temporali. Cinque torna dai suoi fratelli e dice loro che devono lasciare che la Catarsi li assorba insieme al loro marigold. Facendo così, cesseranno di esistere e verrà distrutto ogni ricordo di loro, ma cancelleranno anche tutte le linee temporali diversa da quella originale, evitando così l'apocalisse.
Lila salva la sua famiglia e Claire, portandoli nella metropolitana e facendoli spostare in un'altra linea temporale, poi si unisce ai fratelli mentre vengono tutti assorbiti, distruggendo tutte le linee temporali tranne quella originale.